# Франко Санелатто
Франко Санелатто (ісп. Franco Zanelatto; нар. 9 травня 2000, Асунсьйон) — перуанський футболіст, півзахисник клубу «Альянса Ліма» та національної збірної Перу. Виступав також за клуб «Універсідад Сан-Мартін».

## Клубна кар'єра
Франко Санелатто народився 2000 року в парагвайській столиці Асунсьйоні, пізніше в дитинстві з родиною перебрався до Перу. Розпочав займатися футболом у юнацькій команді клубу «Універсідад Сан-Мартін», займався також у школі футбольного клубу «Фундасьйон Марсет». У професійному футболі дебютував 2019 року виступами за команду «Універсідад Сан-Мартін», в якій грав до кінця 2021 року, взявши участь у 34 матчах чемпіонату.
У 2022 році Санелатто перейшов до складу клубу «Альянса Ліма», проте керівництво клубу відразу віддало футболіста в оренду до клубу «Альянса Атлетіко». У 2023 році Санелатто повернувся з оренди, після чого став гравцем основного складу «Альянси». Станом на 16 листопада 2024 року відіграв за команду з Ліми 51 матч в національному чемпіонаті.

## Виступи за збірну
У 2023 році Франко Санелатто дебютував у складі національної збірної Перу. У складі збірної був учасником розіграшу Кубка Америки 2024 року у США. Станом на листопад 2024 року зіграв у складі національної збірної 6 матчів, у яких забитими м'ячами не відзначився.